# El Dragón (banda)
El Dragón es una banda argentina de heavy metal, formada en Buenos Aires en 1989.

## Historia
El hombre detrás de esta banda es Juan Carlos "Olaf" Mangialavore, guitarrista y cantante que empezó su carrera en los años 1970 con la banda Lulú, con la cual tocó en el circuito de teatros de Buenos Aires.
Lulú se pintaban la cara a la Kiss, y editaron un sencillo 45rpm en forma independiente, con los temas "Satánico utopismo" y "Fuera de mi ataúd", en 1979.
Ya en los años 1980, Mangialavore tocó con las bandas Rayo X, y luego con Chykle, la cual incluía a su hermano, Frank Mangialavore en teclados.
Cuando surgió El Dragón, la prensa de heavy metal en el país les dio mucha importancia como banda "under" independiente, porque tenían cantidad de seguidores, cosa que no es rara ya que tocaban mucho en el Gran Buenos Aires, y visitaban el interior, desde el norte tropical hasta el sur polar del país. 
Olaf también respalda mucho el metal independiente a través de su sello Megatón, con el cual lanzó el primer disco de El Dragón, "La máscara de hierro", editado originalmente en LP de vinilo en 1991.
En 1994 sale su siguiente disco: "Vikingos!", que posee un sonido más duro, con menos teclados, y en 1998 es editado "Testigo", el tercer disco, el cual sigue en esa línea estilística.
Luego el país entra en una grave crisis económica que acaba con muchas bandas, revistas de heavy metal, y dificulta cualquier intención de continuidad.
Pese al silencio discográfico de varios años, en 2004 editan un compilado con algunos temas inéditos y a fines de 2007 lanzan el cuarto disco, "Resistir".
El CD "Victoria" aparece en 2012 (como Dragón Olaf en la tapa), seguido de "La última batalla", de 2017.

## Integrantes
Juan Carlos "Olaf" Mangialavore, en voz y guitarra, es el fundador y único miembro fijo del grupo, aunque ha habido gran cantidad de músicos que han pasado por El Dragón, a través de los años:
- Charly Bogao - Bajo
- Cito Vitulli - Bajo y coros
- Hugo "Sátrapa" Morales - Bajo
- Frank Mangialavore - Teclados
- Guillermo Lagos - Teclados
- Pablo Daniel Méndez - Batería
- Dario Spiguel - Batería
- Gabriel Ganzo - Batería
- Enrique Mauer - Batería
- Nicolás "The Hammer" Arias - Batería
- Dante Décima - Batería
- Marcelo Villalobo - Bajo

## Discografía
- La máscara de hierro (1991)
- Vikingos! (1994)
- Testigo (1998)
- Resistir (2007)
- Victoria (2012)
- La última batalla (2017)